# 𡳞脬
，是阴囊的俗称。
亦寫作、“膦脬”、“卵脬”、“玍拋”，是閩南語常用名詞，閩東語、潮州話、吴语、柳州话、赣语、湘语等南方方言都有此词汇。

## 語源
根據臺灣教育部對於閩南語的建議用字，將卵脬寫作「脬」，並將「膦脬」、「卵葩」列為異用字。
在中國明代的短篇小說《初刻拍案驚奇》，已出現「呵脬捧卵」一詞，譏諷諂媚奉承的人。在現代的閩南語俚語，仍將「阿谀奉承」達到下流地步者稱為「扶𡳞脬」（phôo-lān-pha）。潮州話“扶朖脬”也是阿谀奉承、谄媚的意思，更衍生「呵朖脬風」，有拍馬屁的意思。日治時期所印製的《臺灣俚諺集覽》一書中漢字寫作「扶人玍拋」，以用手捧他人陰囊/睪丸的意象，呈現逢迎諂媚的意涵。

## 陳唐山LP事件
台灣想参与联合国屡次受挫。2004年新加坡于联合国大会公开声明支持一个中国，并反对台灣独立運動。
2004年9月27日晚间，中華民國外交部部長陈唐山至台灣南部与独派人士会晤，主要以闽南语来发表演说，當中提及：「新加坡不过是个『鼻屎』大的国家，竟还在联合国上批评台灣，在那『扶中国的𡳞脬』」。
此事經媒體大肆報導後，成為喧騰一時的政治事件，並遭受反對陣營指為「失言」。陳唐山翌日透過外交部發言人表示「用語造成大家的不舒服，願誠懇表示歉意」。
新加坡政府則表示瞭解，此事件遂落幕。
此詞白話字為，因此當時媒體將此詞縮寫為「LP」委婉代替朖脬一詞。「LP」代替朖脬一詞的用法因而廣為人知。

## 其他
- 芒果在臺灣有一種品種稱為「金煌」，臺灣民間俗稱其「牛朖脬檨（gû lān-pha suainn）」，意指此種芒果之外形像牛的陰囊。[7]

## 圖集
| 朖脬相片 |
| -------- |
|          |